# Théâtre du Gros Mécano
Le Théâtre du Gros Mécano, organisme à but non lucratif, est une compagnie de théâtre jeune public fondée à Québec en 1976. Ses bureaux sont situés au 310, boulevard Langelier, Québec.

## Théâtrographie

### Années 1970
- 1977 - De conquête en conquête - Texte : Rachel Lepage et Nicole-Marie Rhéault
- 1977 - Le grand jour - Texte : François Dépatie
- 1977 - Histoire aux cheveux rouges - Texte : Maurice Yendt
- 1978 - Drôle de guerre - Texte : André Simard
- 1978 - Qui est le roi ? - Texte : Nicole-Marie Rhéault
- 1978 - Le fou de l'île - Adaptation : Denis Chouinard, d'après l'œuvre de Félix Leclerc
- 1978 – Kikérikiste - Texte : Paul Maar, adaptation de Maurice Yendt

### Années 1980
- 1980 - Le fantôme - Texte : Pierre Powers
- 1981 - Qui a peur ? - Texte : Claudine Raymond
- 1982 - Histoire de Julie qui avait une ombre de garçon - Adaptation : Denis Chouinard et Nicole-Marie Rhéault d'après l'œuvre de Christian Bruel
- 1981 - Au pied de la lettre - Texte : André Simard
- 1983 - Un monde sur mesure - Texte : Claudine Raymond
- 1984 - Roméo et Juliette - Adaptation: Denis Chouinard, d'après l’œuvre de William Shakespeare
- 1984 - Vers un festin inconnu - Texte : Richard Aubé, Jacques Leblanc et Ghyslaine Vincent
- 1984 - Les aventures de Lou ou Sabotage au bloc / 33 - Idée originale de Jacques Leblanc et Serge Patrice Thibodeau
- 1986 - Attendre ? - Texte : Jean-Claude Dufresne
- 1986 - Un ami dans le frigo - Texte : Lorraine Côté, adaptation d'un conte de Christian Poslaniec
- 1986 - Hangar no. 4 - Texte : Diane Lépine et Richard Aubé
- 1987 - Le Mécanoël - Conte écrit et mis en scène par Chantale Giroux
- 1987 - Un millier d'oiseaux - Texte : Adaptation de Denis Chouinard d'une pièce de Colin Thomas, du Green Thumb Theater
- 1988 - Le cabaret à légumes - Texte : Richard Aubé
- 1988 - Cro Magnon, une histoire qui a de la barbe - Texte : Lorraine Côté
- 1988 - Le secret couleur de feu - Texte et mise en scène de : Reynald Robinson

### Années 1990
- 1990 - Rouge tandem - Texte : Lise Castonguay
- 1991 - Jo et Gaïa la terre - Texte et mise en scène : Reynald Robinson
- 1992 - Albatros
- 1993 - L'homme, Chopin et le petit tas de bois - Texte : Reynald Robinson
- 1993 - Les aventures mirobolantes de Don Quichotte - Texte : André Lachance d'après Cervantès
- 1995 - La maison bleue - Texte : Lise Castonguay
- 1996 - Le champ - Texte : Louise Bombardier
- 1999 - L'orchidée - Texte : Michel Nadeau

### Années 2000
- 2001 - Boléro - Texte et mise en scène : Reynald Robinson
- 2003 - Des petits chiens comme les autres - Texte et mise en scène: Jean Guy
- 2003 - Québec?... Rapport! - Texte et mise en scène: Carol Cassistat, Fabien Cloutier, Catherine Larochelle et Christian Michaud[1]
- 2003 - La librairie - Texte : Marie-Josée Bastien[2]
- 2006 - Lucille in the sky avec un diamant - Texte et mise scène : Reynald Robinson[3]
- 2006 - The Bookshop -  Texte de Marie-Josée Bastien, en coproduction avec le Centre national des Arts,Ottawa.
- 2009 - Prière de ne pas déranger - Texte : André Jean. Mise en scène : Carol Cassistat
- 2009 - Bukkushoppu - Texte : Marie-Josée Bastien. Coproduction avec Basta, compagnie de théâtre basée à Tokyo. Traduction japonaise : Kyoko Hasegawa. Mise en scène : Frédéric Dubois[4]
- 2010 - Éric n’est pas beau - Texte : Simon Boulerice. Mise en scène : Marion Grandjean
- 2012 - La ville en rouge - Texte : Marcelle Dubois. Mise en scène : Martin Genest[5]
- 2014 - Terrier - Forêts, sentiers et menus trésors - Idée originale : Les Incomplètes. Coproduction Théâtre du Gros Mécano et Les Incomplètes. Dramaturgie : Le collectif. Mise en scène : Josiane Bernier et Carol Cassistat. Interprètes : Laurence P. Lafaille et Audrey Marchand[6].
- 2016 - Nous ne sommes pas des oiseaux - Coproduction entre le Théâtre du Gros Mécano et la compagnie de danse Code Universel. Dramaturgie: Carol Cassistat et Daniel Bélanger. Chorégraphies: Daniel Bélanger. Mise en scène: Carol Cassistat[7]
- 2016 - Mon petit prince - coproduction du Théâtre du Gros Mécano et du Théâtre de la Petite marée. Texte: Marie-Josée Bastien et Anne-Marie Olivier. Mise en scène : Marie-Josée Bastien[8].
- 2020 - Le petit avare. Texte: Anne Bernard-Lenoir. Mise en scène: Carol Cassistat[9].